# Tales from the Twilight World
Tales from the Twilight World (срп. Приче из Земље Сумрака) је трећи студијски албум немачког пауер метал бенда Блајнд гардијан. Албум је објављен 2. октобра 1990. године.

## Песме
1. "Traveler in Time" - 5:59
2. "Welcome to Dying" - 4:47
3. "Weird Dreams" - 1:19
4. "Lord of the Rings" - 3:18
5. "Goodbye My Friend" - 5:33
6. "Lost in the Twilight Hall" - 5:58
7. "Tommyknockers" - 5:09
8. "Altair 4" - 2:26
9. "The Last Candle" - 5:59

- бонус песме

10. 	"Run for the Night" (Live) - 3:42
- бонус песме са реиздања из 2003.

11. 	"Lords of the Rings" (Демо) - 3:57
12. 	"To France" (обрада Мајка Олдфилда) - 4:39
- бонус песме са реиздања из 2007.

11. 	"Lost in the Twilight Hall" (Демо) - 5:58
12. 	"TommyKnockers" (Демо) - 5:09

## Састав

### Бенд
- Ханси Кирш – вокал и бас-гитара
- Андре Олбрих – соло-гитара и помоћни вокал
- Маркус Зипен – ритам-гитара и помоћни вокал
- Томен Штаух – бубњеви

### Гостујући музичари
- Кај Хансен - помоћни вокал, вокал на "Lost in the Twilight Hall" и соло гитара на "The Last Candle".
- Пит Силк - помоћни вокал и ефекти
- Матијас Вајснер - ефекти и клавијатура
- Ролф Кухлер и Кале Трап - помоћни вокали